# تردیون
تردیون (به فرانسوی: Trédion) یک کمون در فرانسه است که در Canton of Elven واقع شده‌است.

## خصوصیات
تردیون ۲۵٫۷۶ کیلومترمربع مساحت و ۸۸۸ نفر جمعیت دارد.